# Cleantech Park Arnhem
Cleantech Park Arnhem, voorheen Industriepark Kleefse Waard,  is sinds 1941 een bedrijventerrein dat deel uitmaakt van het aaneengesloten bedrijventerreinencomplex Arnhem-Noord. Het gebied ligt tussen de Pleijweg (N325), de Rijn en de Westervoortsedijk. De grootte van het totale gebied is circa 90 ha. Het terrein is in eigendom van ontwikkelaar en belegger Schipper Bosch. In 2015 heeft Schipper Bosch voor de ontwikkeling van het gebied de Gouden Piramide gekregen. 
De bedrijven die op het park gevestigd zijn vallen binnen de zogenaamde cleantech sector. Ze dragen met hun schone technologieën bij aan de energietransitie en de circulaire economie. 

## Ontwikkeling
Cleantech Park Arnhem is een locatie voor bedrijven die zich richten op energie- en milieutoepassingen (EMT, ook wel cleantech genoemd) en innovatieve industriële activiteiten. Op vrijwel het gehele park kunnen bedrijven in milieucategorie 2 en 3 zich vestigen, een klein gedeelte staat categorie 5 toe. Om de ontwikkeling van het park mogelijk te maken is een nieuw bestemmingsplan opgesteld waar gemeente en provincie akkoord mee zijn gegaan. Sinds november 2010 is het in werking.
- Oliemannetje van Arnhems bedrijfsleven vertrekt niet zonder zorgen: ‘Het is moeilijk bedrijven in Arnhem te houden’ | Arnhem | De Gelderlander.nl